# Tubulipora expansa
Tubulipora expansa is een mosdiertjessoort uit de familie van de Tubuliporidae. De wetenschappelijke naam van de soort is, als Stomatopora expansa, voor het eerst geldig gepubliceerd in 1863 door Packard.